# Inman (Nebraska)
Inman és una població dels Estats Units a l'estat de Nebraska. Segons el cens del 2000 tenia 148 habitants.

## Demografia
Segons el cens del 2000, Inman tenia 148 habitants, 62 habitatges i 43 famílies. La densitat de població era de 197 habitants per km².
Dels 62 habitatges, en un 30,6% hi vivien nens de menys de 18 anys, en un 58,1% hi vivien parelles casades, en un 8,1% dones solteres i en un 30,6% no eren unitats familiars. En el 27,4% dels habitatges hi vivien persones soles el 14,5% de les quals corresponia a persones de 65 anys o més que vivien soles. El nombre mitjà de persones vivint en cada habitatge era de 2,39 i el nombre mitjà de persones que vivien en cada família era de 2,91.
Per edats, la població es repartia de la següent manera: un 27% tenia menys de 18 anys, un 3,4% entre 18 i 24, un 23% entre 25 i 44, un 27,7% de 45 a 60 i un 18,9% 65 anys o més.
L'edat mediana era de 41 anys. Per cada 100 dones de 18 o més anys hi havia 96,4 homes.
La renda mediana per habitatge era de 26.250 $ i la renda mediana per família de 33.750 $. Els homes tenien una renda mediana de 21.964 $ mentre que les dones 14.583 $. La renda per capita de la població era de 10.688 $. Aproximadament el 17,5% de les famílies i el 25% de la població estaven per davall del llindar de pobresa.

## Poblacions més properes
El següent diagrama mostra les poblacions més properes.